# 三瀬駅
三瀬駅（さんぜえき）は、山形県鶴岡市三瀬丁（さんぜてい）にある、東日本旅客鉄道（JR東日本）羽越本線の駅である。

## 歴史
- 1917年（大正6年）10月15日：羽前大山 - 三瀬駅間の工事が始まる[2]。
- 1922年（大正11年）
  - 5月10日：羽前大山 - 三瀬駅間の工事が竣工する[2]。
  - 5月22日：国鉄陸羽西線の駅として、羽前大山 - 当駅間開業と同時に開設[1]。同日豊浦第一小学校で開通祝賀式を実施[3]。
- 1924年（大正13年）7月31日：羽越線の駅となる。
- 1925年（大正14年）11月20日：支線となる赤谷線の開業に伴い、羽越本線の駅となる。
- 1942年（昭和17年）11月18日：大規模火災のため、人員・物資をのせた臨時列車を温海駅・鶴岡駅から三瀬駅付近まで運行する[4]。
- 1972年（昭和47年）
  - 9月1日：貨物と荷物の取り扱いを廃止[5]。駅員無配置駅となる[6]。
  - 12月1日：荷物の取り扱いを再開[1]。
  - 12月5日：業務委託駅に指定[7]。
- 1981年（昭和56年）11月：新駅舎（現駅舎）が竣功。
- 1984年（昭和59年）2月1日：荷物の取り扱いを廃止[1]。
- 1985年（昭和60年）3月14日：無人化[8]。
- 1987年（昭和62年）4月1日：国鉄分割民営化に伴い、東日本旅客鉄道の駅となる[1]。
- 2012年（平成24年）5月1日：名誉駅長を配置[9]。
- 2019年（令和元年）6月18日：山形県沖地震により、駅ホームが損傷[10]。

## 駅構造
単式ホーム1面1線と島式ホーム1面2線、計2面3線のホームを有する地上駅である。互いのホームは跨線橋で連絡している。
酒田駅管理の無人駅であるが、かつては駅員が配置されていた。その後、駅および駅周辺の美化活動を行うボランティアとしてJR東日本OBに名誉駅長を委嘱している。以前は簡易型自動券売機が設置されていたが、現在は撤去されている。

### のりば
| 番線 | 路線      | 方向                     | 行先                     |
| ---- | --------- | ------------------------ | ------------------------ |
| 1    | ■羽越本線 | 下り                     | 鶴岡・酒田・秋田方面     |
| 2    | ■羽越本線 | （上下ともに一部の列車） | （上下ともに一部の列車） |
| 3    | ■羽越本線 | 上り                     | 村上・新潟方面           |

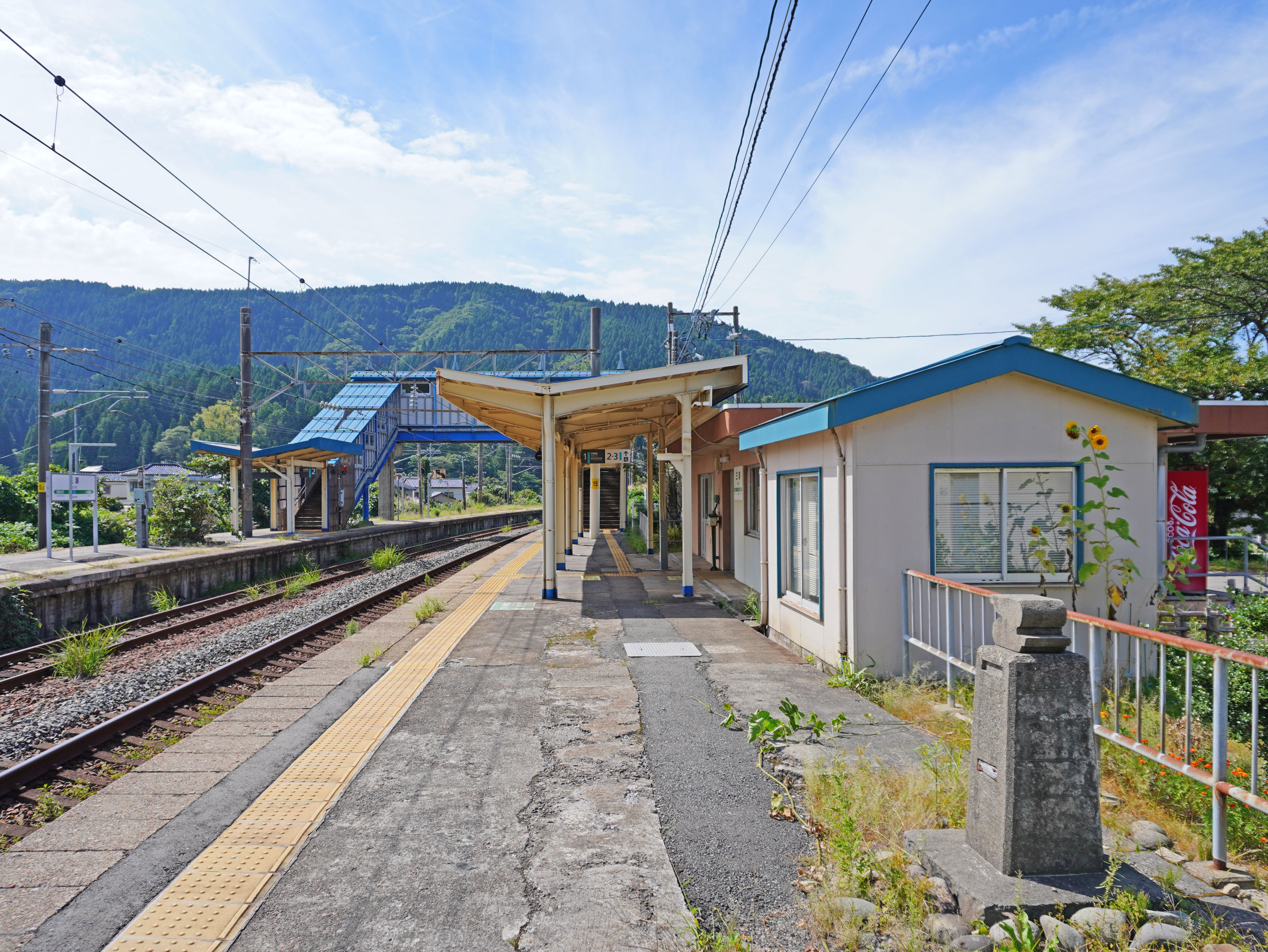
1番線ホーム（2022年9月）
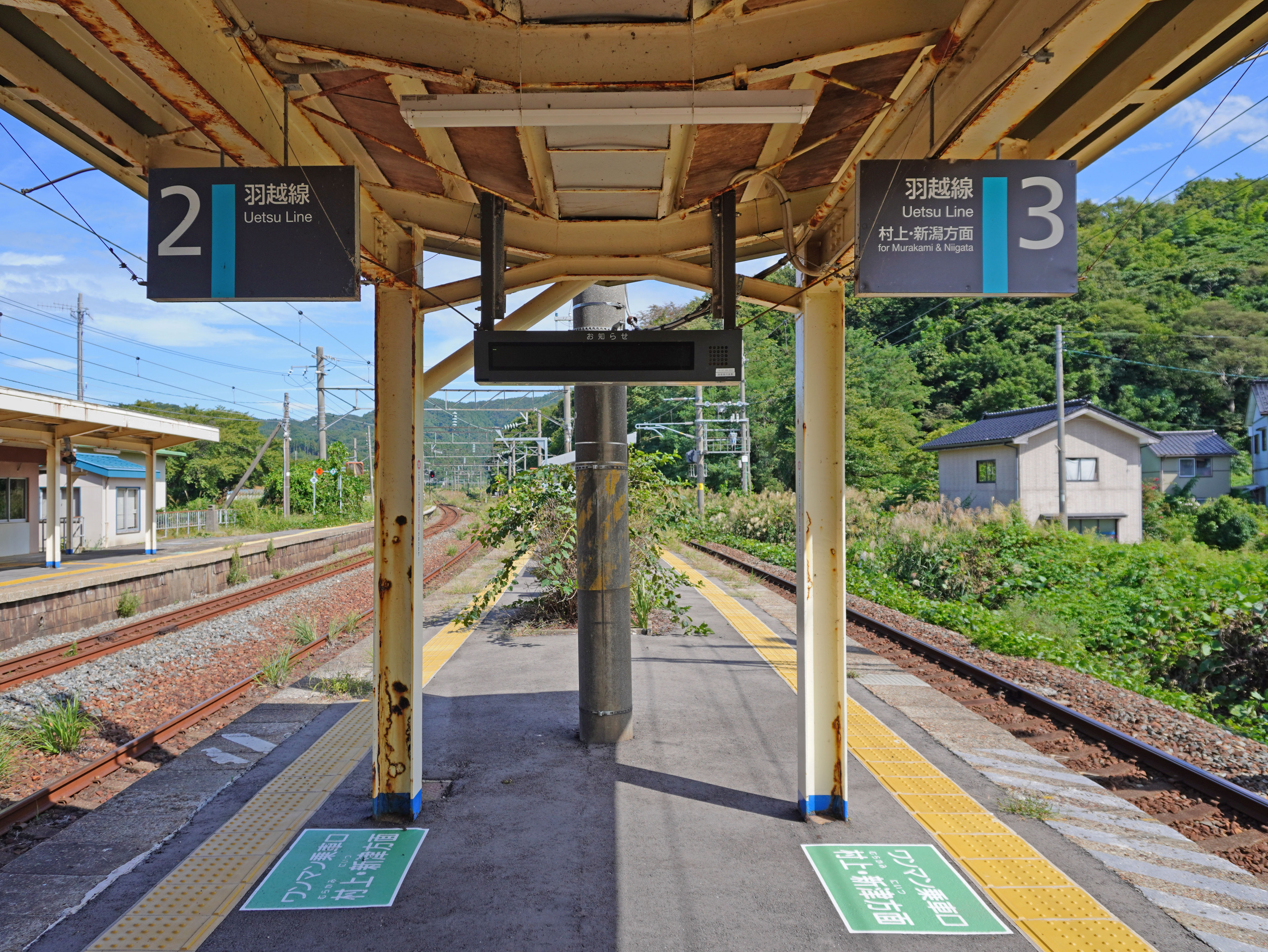
2・3番線ホーム（2022年9月）

## 駅長
- 杉浦春治 - 初代駅長、羽後境駅長から異動[12]。

## 利用状況
1936年度（昭和11年度）- 1975年度（昭和50年度）の一部および、1987年度（昭和62年度）- 2009年度（平成21年度）の1日平均乗車人員の推移は以下のとおりであった。
| 1日平均乗車人員推移 | 1日平均乗車人員推移 | 1日平均乗車人員推移 | 1日平均乗車人員推移 | 1日平均乗車人員推移 |
| 年度                | 一般                | 定期                | 合計                | 出典                |
| ------------------- | ------------------- | ------------------- | ------------------- | ------------------- |
| 1936年（昭和11年）  |                     |                     | 200                 | [ 13 ]              |
| 1937年（昭和12年）  |                     |                     | 238                 | [ 13 ]              |
| 1952年（昭和27年）  |                     |                     | 603                 | [ 14 ]              |
| 1954年（昭和29年）  |                     |                     | 625                 | [ 14 ]              |
| 1955年（昭和30年）  |                     |                     | 662                 | [ 15 ]              |
| 1965年（昭和40年）  | 277                 | 514                 | 791                 | [ 16 ]              |
| 1970年（昭和45年）  | 171                 | 382                 | 554                 | [ 17 ]              |
| 1975年（昭和50年）  | 174                 | 310                 | 484                 | [ 18 ]              |
| 1987年（昭和62年）  |                     |                     | 259                 | [ 19 ]              |
| 1988年（昭和63年）  |                     |                     | 218                 | [ 19 ]              |
| 1989年（平成元年）  | 55                  | 139                 | 195                 | [ 20 ]              |
| 1990年（平成02年）  | 54                  | 141                 | 194                 | [ 20 ]              |
| 1991年（平成03年）  | 45                  | 144                 | 189                 | [ 20 ]              |
| 1992年（平成04年）  | 25                  | 141                 | 165                 | [ 20 ]              |
| 1993年（平成05年）  | 20                  | 142                 | 162                 | [ 20 ]              |
| 1994年（平成06年）  | 28                  | 141                 | 185                 | [ 20 ]              |
| 1995年（平成07年）  | 35                  | 137                 | 172                 | [ 20 ]              |
| 1996年（平成08年）  | 31                  | 133                 | 165                 | [ 20 ]              |
| 1997年（平成09年）  | 33                  | 118                 | 151                 | [ 20 ]              |
| 1998年（平成10年）  | 29                  | 99                  | 128                 | [ 20 ]              |
| 1999年（平成11年）  | 27                  | 93                  | 120                 | [ 20 ]              |
| 2000年（平成12年）  | 23                  | 95                  | 118                 | [ 20 ]              |
| 2001年（平成13年）  | 22                  | 94                  | 115                 | [ 20 ]              |
| 2002年（平成14年）  | 24                  | 79                  | 102                 | [ 20 ]              |
| 2003年（平成15年）  | 20                  | 84                  | 104                 | [ 20 ]              |
| 2004年（平成16年）  | 19                  | 73                  | 91                  | [ 20 ]              |
| 2005年（平成17年）  | 19                  | 69                  | 88                  | [ 20 ]              |
| 2006年（平成18年）  | 19                  | 70                  | 90                  | [ 20 ]              |
| 2007年（平成19年）  | 19                  | 70                  | 88                  | [ 20 ]              |
| 2008年（平成20年）  | 19                  | 65                  | 84                  | [ 20 ]              |
| 2009年（平成21年）  | 19                  | 58                  | 77                  | [ 20 ]              |

### 荷物輸送
1954年（昭和29年）の年間の荷物輸送量は以下のとおりであった。
| 年                 | 手荷物  | 手荷物  | 小荷物 | 小荷物  | 出典   |
| 年                 | 発送    | 到着    | 発送   | 到着    | 出典   |
| ------------------ | ------- | ------- | ------ | ------- | ------ |
| 1954年（昭和29年） | 1,636個 | 1,550個 | 904個  | 1,094個 | [ 14 ] |

## 駅周辺
- 三瀬郵便局
- 三瀬海水浴場
- つるおかユースホステル
- 鶴岡市立豊浦小学校
- 鶴岡市立豊浦中学校
- 国道7号
- 日本海東北自動車道 三瀬インターチェンジ

## 隣の駅
東日本旅客鉄道（JR東日本）
■羽越本線
小波渡駅 - 三瀬駅 - 羽前水沢駅